# Fosfatidylinositol-4-kináza
Fosfatidylinositol-4-kináza (PI4 kináza, PI4K) je enzym ze skupiny kináz, který katalyzuje navázání fosfátové skupiny na D4 pozici inositolového kruhu fosfatidylinositolu, čímž vzniká fosfatidylinositol-4-fosfát. U savců jsou klasifikovány na fosfatidylinositol-4-kinázy II. a III. typu, a každý typ ještě zahrnuje isoformy α a β (tedy PI4K IIα, PI4K IIβ, PI4K IIIα, PI4K IIIβ). Jinak se však PI 4-kinázy strukturně podobají známějším PI 3-kinázám a dokonce jsou mnohdy inhibovány stejnými inhibitory (wortmannin). Funkcí PI 4-kináz je podílet se na syntéze fosfatidylinositidů, a to zejména v membráně Golgiho aparátu, ale i jinde.